# Robbie Manson
Robert "Robbie" Manson, född 11 oktober 1989, är en nyzeeländsk roddare.
Manson tävlade för Nya Zeeland vid olympiska sommarspelen 2012 i London, där han slutade på 7:e plats i scullerfyra.
Vid olympiska sommarspelen 2016 i Rio de Janeiro slutade Manson tillsammans med Chris Harris på 11:e plats i dubbelsculler.